# Synodontidae
Pour l’article ayant un titre homophone, voir Cynodontidae.
Famille
Les Synodontidae sont une famille de poissons aulopiformes. Ces espèces sont communément appelées poissons-lézards.
Le poisson-lézard mesure de 10 à 35 cm.
Bien camouflé, il vit entre 5 m et 25 m de profondeur sur le sable ou sur le récif.

## Liste des sous-familles et genres
Selon World Register of Marine Species (27 avril 2023) :
- sous-famille Harpadontinae Bleeker, 1875
  - genre Harpadon Lesueur, 1825
  - genre Saurida Valenciennes, 1850
- sous-famille Synodontinae Gill, 1861
  - genre Synodus Scopoli, 1777
  - genre Trachinocephalus Gill, 1861

## Galerie

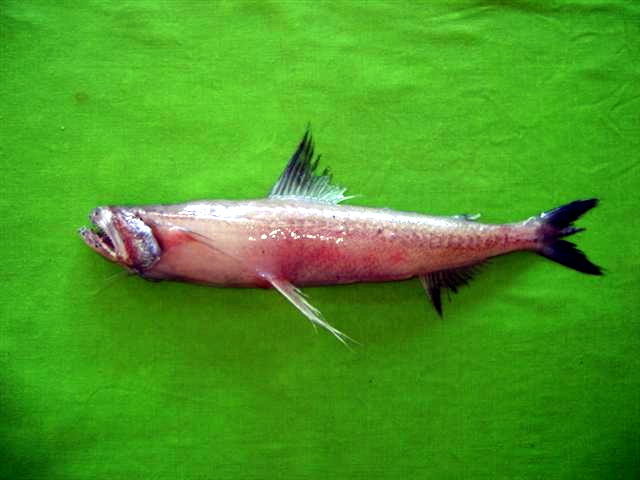
Harpadon nehereus.
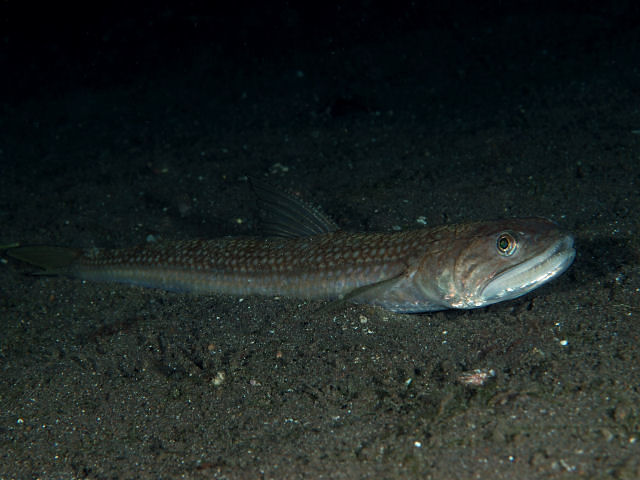
Saurida macrolepis.
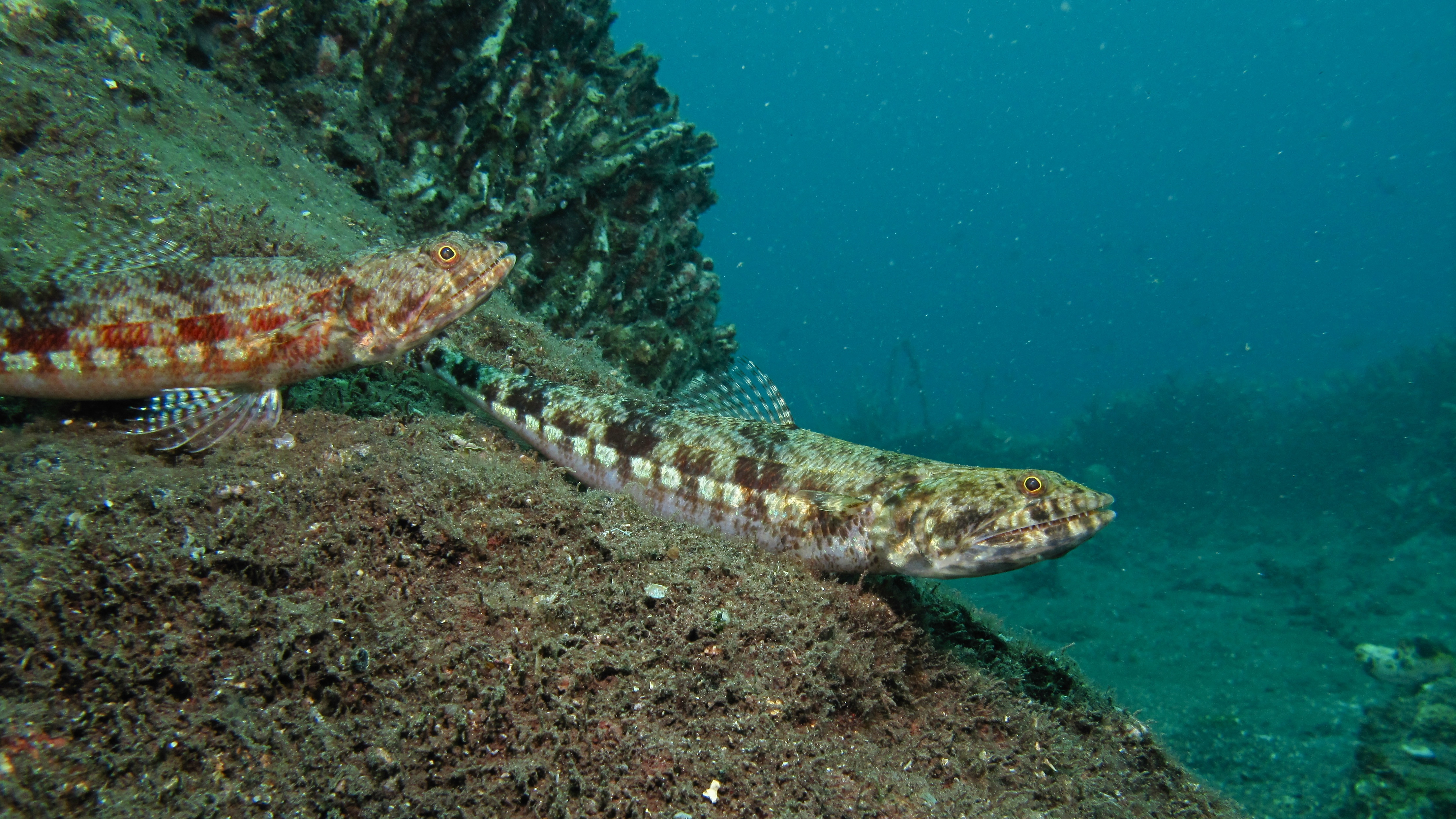
Synodus variegatus.
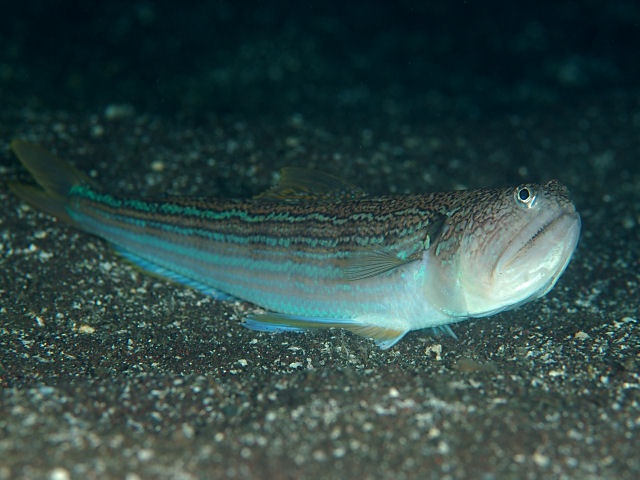
Trachinocephalus myops.